# Ahmad Mukhtar

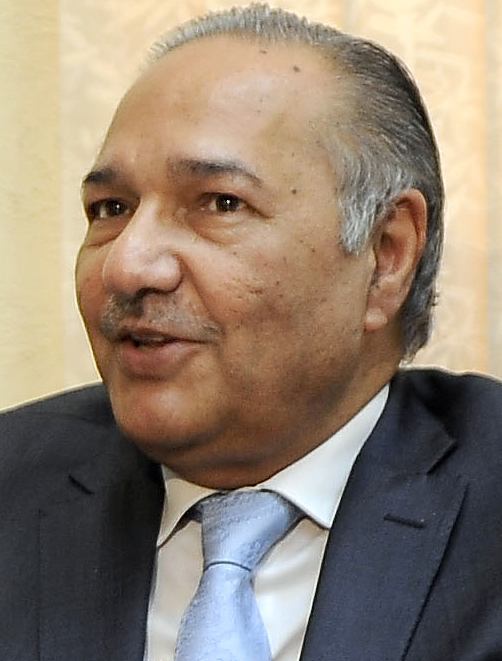
Ahmad Mukhtar (2010)

Ahmad Mukhtar (* 22. Juni 1946 in Lahore; † 25. November 2020 ebenda) war ein pakistanischer Politiker (PPP).

## Leben
Ahmad Mukhtar studierte Management in Kalifornien und Kunststofftechnik in der Bundesrepublik Deutschland. Er war zunächst Unternehmer und wurde 1993 in die Nationalversammlung gewählt. In der bis 1996 amtierenden Regierung von Benazir Bhutto war er Handelsminister. Von 2008 bis 2012 war er Verteidigungsminister in der Regierung von Yousaf Raza Gilani.